# Når du rør ved mig
|  | Sammenskrivningsforslag Artiklen Når du rør ved mig er foreslået føjet ind i Kortslutning (album). (Siden april 2021) Diskutér forslaget |

"Når du rør ved mig" er den tredje single fra den danske pop punk-sangerinde Celina Rees debutalbum Kortslutning. 